# Дублинская литературная премия
Ду́блинская литерату́рная пре́мия (англ. International IMPAC Dublin Literary Award) — одна из наиболее престижных литературных премий в мире.
Учреждена в 1996 году городским советом Дублина и американским инвестиционным фондом ИМПАК (IMPAC). Одна из программных задач премии — возрождение славы Дублина как «литературной Мекки». Вручается ежегодно за лучшее прозаическое произведение на английском языке. Размер премии — €100 000.
Дублинская премия считается не только одной из самых крупных в денежном выражении, но и самой демократичной в мире, поскольку претендовать на неё может писатель любой национальности из любой страны. Единственным ограничением является обязательная публикация книги на английском. Если книга изначально издана на другом языке, 25 % премии получает её переводчик.
Произведения выдвигаются на присуждение премии общественными библиотеками мира по результатам опроса читателей. Международное жюри выбирает из общего количества «короткий список» — несколько наиболее достойных, среди которых только одно становится победителем. В 2008 году на Дублинскую премию претендовали 137 авторов, представленных 161 библиотекой мира. В 2010 году на премию претендовали 156 авторов из 46 стран. В состав жюри входил российский писатель Анатолий Кудрявицкий.

## Лауреаты и номинанты
| Год  | Победитель | Победитель            | Роман                                | Язык оригинала | Писатели и романы, попавшие в шорт-лист |
| ---- | ---------- | --------------------- | ------------------------------------ | -------------- | --- |
| 1996 |            | Дэвид Малуф           | «Вспоминая Вавилон»                  | Английский     | - Джон Бэнвилл — «Призраки» - В. С. Найпол — «Дорога в мир» - Сейс Нотебоом — «Следующая история» - Конни Палмен — «Законы» - Жозе Сарамаго — «Евангелие от Иисуса» - Джейн Урхарт — Away |
| 1997 |            | Хавьер Мариас         | «Белое сердце»                       | Испанский      | - Шерман Алекси — «Блюз резервации» - Рохинтон Мистри — «Хрупкое равновесие» - Зыонг Тху Хыонг — «Роман без названия» - Антонио Табукки — «Утверждает Перейра» - Ларс Густафссон — «День плиточника» - Эй. Дж. Верделле — «Хорошая негритянка» - Алан Уорнер — «Морверн Каллар» |
| 1998 |            | Герта Мюллер          | «Сердце-зверь»                       | Немецкий       | - Маргарет Этвуд — «Она же Грейс» - Андре Бринк — Imaginings of Sand - Дэвид Дэбидин — The Counting House - Дэвид Фостер — The Glade within the Grove - Джамайка Кинкейд — «Автобиография моей матери» - Эрл Лавлейс — «Соль» - Лоуренс Норфолк — «Носорог для папы римского» - Грэм Свифт — «Последние распоряжения» - Гай Вандерхэйг — «Носильщик англичанина»                                                                  |
| 1999 |            | Эндрю Миллер          | «Жажда боли»                         | Английский     | - Джим Крейс — «Карантин» - Дон Делилло — «Изнанка мира» - Франсиско Голдман — The Ordinary Seaman - Иэн Макьюэн — «Пикник на руинах разума» - Харуки Мураками — «Хроники заводной птицы» - Синтия Озик — The Puttermesser Papers - Бернхард Шлинк — «Чтец» |
| 2000 |            | Никола Баркер         | «Широко открытый»                    | Английский     | - Майкл Каннингем — «Часы» - Джеки Кей — «Трубач» - Колум Маккэнн — «По эту сторону света» - Элис Макдермотт — Charming Billy - Тони Морисон — «Рай» - Филипп Рот — «Мой муж — коммунист!» |
| 2001 |            | Алистер Маклеод       | «Без особого вреда»                  | Английский     | - Маргарет Сезер-Томпсон — The True History of Paradise - Сильвия Молина — The Love You Promised Me (исп. El amor que me juraste) - Эндрю О’Хэган — Our Fathers - Виктор Пелевин — «Чапаев и Пустота» - Колм Тойбин — The Blackwater Lightship |
| 2002 |            | Мишель Уэльбек        | «Элементарные частицы»               | Французский    | - Питер Кэри — «Истинная история шайки Келли» - Маргарет Этвуд — «Слепой убийца» - Майкл Коллинз — The Keepers of Truth - Хелен Девитт — «Последний самурай» - Карлос Фуэнтес — The Years with Laura Diaz (исп. Los años con Laura Díaz) - Антоний Либера — «Мадам» |
| 2003 |            | Орхан Памук           | «Меня зовут Красный»                 | Турецкий       | - Деннис Бок — The Ash Garden - Ахмат Дангор — Bitter Fruit - Пер Улов Энквист — «Визит лейб-медика» - Джонатан Франзен — «Поправки» - Лидия Жоржи — «Художник птиц» - Джон Макгахерн — That They May Face the Rising Sun - Энн Пэтчетт — «Бельканто» |
| 2004 |            | Тахар Бенжеллун       | «Это ослепительное отсутствие света» | Французский    | - Пол Остер — «Книга иллюзий» - Уильям Бойд — «Сердце всякого человека» - Сандра Сиснерос — «Карамело» - Джеффри Евгенидис — «Средний пол» - Мэгги Джи — The White Family - Амин Маалуф — «Странствие Бальдасара» - Рохинтон Мистри — «Дела семейные» - Атик Рахими — «Земля и зола» - Ольга Токарчук — «Дом дневной, дом ночной»                                                                                                 |
| 2005 |            | Эдвард Пол Джонс      | «Изведанный мир»                     | Английский     | - Дайан Авербук — Gardening at Night - Ларс Соби Кристенсен — «Полубрат» - Дэймон Гэлгут — «Добрый доктор» - Дуглас Гловер — Elle - Арнон Грюнберг — «Фантомная боль» - Ширли Хаззард — The Great Fire - Кристоф Хайн — Willenbrock - Фрэнсис Итани — Deafening - Джонатан Летем — «Бастион одиночества» |
| 2006 |            | Колм Тойбин           | «Мастер»                             | Английский     | - Крис Абани — GraceLand - Надим Аслам — Maps for Lost Lovers - Ронан Беннетт — Havoc in Its Third Year - Джонатан Коу — «Круг замкнулся» - Йенс Кристиан Грондаль — An Altered Light (дат. Et andet lys) - Вивьен Лох — Breaking the Tongue - Маргарет Мадзантини — «Ради Бога, не двигайся» - Ясмина Хадра — «Ласточки Кабула» - Томас Уортон — The Logogryp                                                                    |
| 2007 |            | Пер Петтерсон         | «Пора уводить коней»                 | Норвежский     | - Джулиан Барнс — «Артур и Джордж» - Себастьян Барри — A Long Long Way - Дж. М. Кутзее — «Медленный человек» - Джонатан Сафран Фоер — «Жутко громко и запредельно близко» - Питер Хоббс — The Short Day Dying - Кормак Маккарти — «Старикам тут не место» - Салман Рушди — «Клоун Шалимар» |
| 2008 |            | Рави Хаж              | «Игра Де Ниро»                       | Английский     | - Хавьер Серкас — «Со скоростью света» - Ясмин Гунерейт — The Sweet & Simple Kind - Гейл Джонс — Dreams of Speaking - Сайед Кашуа — «Да будет утро» - Ясмина Хадра — «Теракт» - Патрик МакКейб — Winterwood - Андрей Макин — «Женщина, которая ждала» |
| 2009 |            | Майкл Томас           | «Упавший мужчина»                    | Английский     | - Джуно Диас — «Короткая и удивительная жизнь Оскара Уао» - Жан Эшноз — «Равель» - Мохсин Хамид — «Фундаменталист поневоле» - Трэвис Холланд — The Archivist’s Story - Рой Якобсен — «Ангел зимней войны» - Дэвид Ливитт — «Индийский чиновник» - Индра Синха — «Люди животных» |
| 2010 |            | Гербранд Баккер       | «Близнец»                            | Голландский    | - Мюриэль Барбери — «Элегантность ёжика» - Роберт Эдрик — In Zodiac Light - Кристоф Хайн — Settlement (нем. Landnahme) - Зои Хеллер — «Верующие» - Джозеф О’Нил — «Нидерланды» - Росс Рейзин — God’s Own Country - Мерилин Робинсон — «Дом» |
| 2011 |            | Колум Маккэнн         | «И пусть вращается прекрасный мир»   | Английский     | - Майкл Крамми — Galore - Барбара Кингсолвер — «Лакуна» - Ли Июнь — The Vagrants - Дэвид Малуф — Ransom - Джойс Кэрол Оутс — Little Bird of Heaven - Крейг Сильви — «Джаспер Джонс» - Колм Тойбин — «Бруклин» - Уильям Тревор — Love and Summer - Эви Уайлд — After the Fire, A Still Small Voice |
| 2012 |            | Джон Макгрегор        | «Даже псы»                           | Английский     | - Джон Бауэр — Rocks in the Belly - Дэвид Берген — The Matter with Morris - Дженнифер Иган — «Время смеётся последним» - Аминатта Форна — The Memory of Love - Карл Марлантес — «Маттерхорн» - Тим Пирс — Landed - Ишай Сарид — Limassol - Кристован Тецца — The Eternal Son (порт. O Filho Eterno) - Уилли Влаутин — Lean on Pete                                                                                                |
| 2013 |            | Кевин Барри           | «Город Боэна»                        | Английский     | - Мишель Уэльбек — «Карта и Территория» - Эндрю Миллер — «Чистота» - Харуки Мураками — «1Q84» - Джули Оцука — «Будда на чердаке» - Артур Филлипс — «Трагедия Артура» - Карен Рассел — «Свампландия!» - Сьон Сигурдссон — «Темнотвари» - Хьерсти Аннесдаттер Скомсволд — The Faster I Walk , The Smaller I Am (норв. Jo fortere jeg går, jo mindre er jeg) - Томми Виринга — Caesarion                                             |
| 2014 |            | Хуан Габриэль Васкес  | «Звук падающих вещей»                | Испанский      | - Гербранд Баккер — The Detour (нидерл. De omweg) - Мишель де Крецер — Questions of Travel - Патрик Флэнери — Absolution - Карл Уве Кнаусгор — «Моя борьба. Книга 1: Прощание» - Мари Ндьяй — «Три могучие женщины» - Андрес Неуман — «Странник века» - Тан Тван Энг — «Сад вечерних туманов» |
| 2015 |            | Джим Крейс            | «Жатва»                              | Английский     | - Ричард Флэнаган — «Узкая дорога на дальний север» - Ханна Кент — «Вкус дыма» - Бернардо Кучински — K - Андрей Макин — Brief Loves That Live Forever (фр. Le Livre des brèves amours éternelles) - Колум Маккэнн — «ТрансАтлантика» - Махи Бинбин — Horses of God (фр. Les étoiles de Sidi Moumen) - Чимаманда Нгози Адичи — «Американха» - Элис Макдермотт — Someone - Роксана Робинсон — Sparta                                |
| 2016 |            | Акил Шарма            | «Семейная жизнь»                     | Английский     | - Хавьер Серкас — «Законы границы» - Мэри Костелло — Academy Street - Дэйв Эггерс — «Отцы ваши — где они? Да и пророки, будут ли они вечно жить?» - Дженни Эрпенбек — The End of Days (нем. Aller Tage Abend) - Марлон Джеймс — «Краткая история семи убийств» - Мишел Лауб — Diary of the Fall (порт. Diário da Queda) - Сколастик Муказонга — «Богоматерь Нильская» - Дженни Оффилл — «Бюро слухов» - Мэрилин Робинсон — «Лила» |
| 2017 |            | Жузе Эдуарду Агуалуза | «Всеобщая теория забвения»           | Португальский  | - Миа Коуту — Confession of the Lioness (порт. A confissão da leoa) - Энн Энрайт — «Зелёная дорога» - Ким Лейне — The Prophets of Eternal Fjord (дат. Profeterne i Evighedsfjorden) - Валерия Луиселли — «История моих зубов» - Вьет Тхань Нгуен — «Сочувствующий» - Чинело Окпаранта — «Под деревьями удала» - Орхан Памук — «Мои странные мысли» - Роберт Зеталер — «Вся жизнь» - Ханья Янагихара — «Маленькая жизнь»           |
| 2018 |            | Майк Маккормак        | «Солнечные кости»                    | Английский     | - Алина Бронски — «Последняя любовь бабы Дуни» - Юри Эррера — «Переселение тел» - Рой Якобсен — «Незримые» - Хан Ган — «Человеческие поступки» - Эймар Макбрайд — The Lesser Bohemians - Антонио Мореско — Distant Light (итал. La lucina) - Мари Ндьяй — Ladivine - Йеванде Омотосо — The Woman Next Door - Элизабет Страут — «Меня зовут Люси Бартон»                                                                           |
| 2019 |            | Эмили Раскович        | «Айдахо»                             | Английский     | - Матиас Энар — «Компас» - Эмили Фридлунд — «История волков» - Мохсин Хамид — Exit West - Бернард Маклаверти — Midwinter Break - Джон Макгрегор — Reservoir 13 - Салли Руни — «Разговоры с друзьями» - Джордж Сондерс — «Линкольн в бардо» - Рэйчел Сейфферт — A Boy in Winter - Камила Шамси — «Домашний огонь» |
| 2020 |            | Анна Бёрнс            | «Молочник»                           | Английский     | - Пэт Баркер — «Безмолвие девушек» - Негар Джавади — Disoriental (фр. Désorientale) - Эси Эдугян — Washington Black - Тайари Джонс — «Брак по-американски» - Эдуар Луи — «История насилия» - Сигрид Нуньес — «Друг» - Томми Ориндж — «Там мы стали другими» - Анурадха Рой — «Жизни, которые мы не прожили» - Ольга Токарчук — «Веди свой плуг по костям мертвецов»                                                               |
| 2021 |            | Валерия Луиселли      | «Архив потерянных детей»             | Английский     | - Бернардин Эваристо — «Девушка, женщина, иная» - Колум Маккэнн — «Апейрогон. Мёртвое море» - Фернанда Мельчор — «Время ураганов» - Оушен Вуонг — «Лишь краткий миг земной мы все прекрасны» - Колсон Уайтхед — «Мальчишки из „Никеля“» |
| 2022 |            | Алис Зенитер          | «Искусство терять»                   | Французский    | - Катрин Чиджи — Remote Sympathy - Давид Диоп — «Ночью вся кровь — чёрная» - Акваке Эмези — «Смерть Вивека Оджи» - Даниэль Маклафлин — The Art of Falling - Линн Бетасамосаке Симпсон — Noopiming: The Cure for White Ladies |
| 2023 |            | Катя Оскамп           | «Марцан, моя любовь»                 | Немецкий       | - Энтони Дорр — «Птичий город за облаками» - Персиваль Эверетт — «Деревья» - Фернанда Мельчор — «Райское место» - Ивана Сайко — Love Novel (хорв. Ljubavni roman) - Ким Тхюи — «Эм» |
| 2024 |            | Мирча Кэртэреску      | «Соленоид»                           | Румынский      | - Себастьян Барри — Old God's Time - Эмма Донохью — Haven - Джонатан Эскоффери — «Если я переживу тебя» - Сюзетт Майр — The Sleeping Car Porter - Алексис Райт — Praiseworthy |

## Российские писатели, номинированные на Дублинскую премию
- 2001 — Виктор Пелевин, «Чапаев и Пустота»